# Seljačke bune
Iako su bili najspektakularniji oblik seljačkog otpora tijekom srednjeg i ranoga novog vijeka, seljačke bune bile su razmjerno rijetka pojava, a veći dio otpora odvijao se zapravo kroz oblike pasivnog otpora (odbijanje izvršavanja radova ili plaćanja podavanja) ili napuštanjem posjeda koje su obrađivali i potragom za boljim uvjetima. Vrijedno je napomenuti da su pobune smatrane najtežim prekršajem te su izrazito brutalno suzbijane, čak i više od atentata i napada na nepravedne ili tlačiteljske zemljoposjednike. 

## Povijest

### Rani srednji vijek
U ranome srednjem vijeku slučajevi jačih oružanih otpora zavisnog i poluzavisnog seljaštva bilježeni su izrazito rijetko: seljački ustanak protiv franačkoga kralja Hilperika u okolici Limogesa 579.; ustanci na području kršćanskih država na sjeveru Pirenejskog poluotoka, saski seljački ustanci protiv pritiska franačkih velikaša te tijekom 9. stoljeća na području sjeverne Francuske, kada su se seljaci pobunili zbog nezadovoljstva neučinkovitošću otpora koji su kraljevska vlast i velikaši pružali normanskim provalama te, usporedno s tim, procesima ograničavanja seoskih sloboština. 

### Razvijeni srednji vijek
Tijekom razvijenoga srednjeg vijeka dolazi i do pokušaja radikalne promjene društvenih odnosa i položaja kmetova i drugih zavisnih seljaka. Tijekom 13. stoljeća zabilježeno je nekoliko više-manje uspješnih pobuna usmjerenih u tom pravcu: ustanci u Friziji i Ditmarschenu te ustanak Stedingera (1207. – 1234.) u sjevernoj Njemačkoj i Švicarskoj (1291.). Vrhunac srednjovjekovnih seljačkih ustanaka dostignut je u 14. stoljeću, a usko je povezan s kataklizmičnim nevoljama (glad, kuga, rat) karakterističnima za to razdoblje. Prvi i najdugotrajniji ustanak izbio je u Flandriji (1323. – 1328.), a bio je usmjeren protiv poreznih zloporaba francuskih kraljevskih činovnika i svjetovnih velikaša (također u velikoj mjeri francuskoga podrijetla) te je dobio određeni nacionalni značaj, ali je nakon određenih uspjeha ugušen u krvi zajedničkom akcijom krune i flandrijskoga grofa. 
Žakerija (franc. Jacquerie) – ustanak francuskih seljaka 1358., tako nazvan po posprdnom nazivu za seljake (Jacques Bonhomme – Jakov Dobričina ili Jakov Prostak) – bila je izravno izazvana pogoršanjem položaja seljaštva zbog Stogodišnjeg rata i haranja plaćeničkih družina. Unatoč pokušajima da se na stranu seljaka privuče i potpora gradova, u prvom redu Pariza (ustanak Étiennea Marcela), u tom se nije uspjelo. Pobuna se brzo proširila i tijekom nje uništeni su mnogobrojni dvorci, ali je u krvi ugušena nakon samo tri tjedna (svibanj–lipanj). Za razliku od žakerije, engleski ustanak iz 1381. pod vodstvom Wata Tylera i lolardskoga propovjednika Johna Balla imao je jasniju ideološku podlogu i bio je bitno bolje organiziran. Ustanici su uspjeli postići stanovite uspjehe te natjerati kraljevsku vladu na pregovore, ali su ipak poraženi za nešto manje od mjesec dana (svibanj–lipanj) odlučnom akcijom kralja Rikarda II.

### Novi vijek
Tijekom 15. stoljeća dogodio se i jedini uspješni seljački rat, ustanak katalonskih seljaka zvanih otkupljenici (katalonski remences) protiv tzv. loših običaja (mals usos), kojim su katalonski velikaši tlačili seljake od 12. stoljeća. Katalonski seljački rat trajao je od 1462. do 1486., a odvijao se u okvirima sukoba između aragonskoga kralja i katalonskih velikaša te je završio značajnim poboljšanjem seljačkog položaja i formalnim ukinućem kmetstva 1486. 
Početak 16. stoljeća obilježen je nizom seljačkih ustanaka izazvanih posljedicama opće agrarne krize (proces dezertifikacije ili napuštanja sela) i političkih krizama (prodori Osmanlija prema Srednjoj Europi, vjerski ratovi u Europi), ali i sve opresivnijeg državnog aparata i poreznog sustava i s njima skopčanog osiromašivanja nižih društv. slojeva. U području zapadno od rijeke Elbe taj je proces bio podržan i protokapitalističkim mjerama (formuliranima u sintagmi “ovce su pojele ljude” na primjeru Engleske), dok je u području istočno od nje, a u koje je po karakteristikama svojega društvenog razvoja ulazila i Hrvatska, seljaštvo bilo žrtva procesa tzv. refeudalizacije koji je karakterizirala sve veća zavisnot seljaka (kmetova) od zemljovlasničke aristokracije, gubitak osobnih sloboda i komutacija dotad dominantnih (i lakših) novčanih podavanja u naturalne daće, te radna tlaka. 

#### Srednja Europa
Prvi seljački ustanci izazvani takvim uvjetima izbijaju već potkraj 15. stoljeća, a jedan od prvih bio je ustanak koruškoga Seljačkoga saveza (Bauernbund) 1478. Veći broj seljačkih ustanaka izbija sredinom drugog desetljeća 16. stoljeća (ustanak hvarskih pučana i seljaka pod vodstvom Matije Ivanića 1510. – 1514., buna mađarskih seljaka pod vodstvom Györgya Dózse 1514, slovenska seljačka buna, 1515.), a svoj najslavniji i najznačajniji izričaj poprimaju u njemačkom Velikome seljačkom ratu 1525. Kod potonjega bitnu je ulogu odigrala i pojava protestantizma te s njim povezanih vjerskih i ideoloških previranja. Bune sličnog tipa nastavile su se i dalje tijekom 16. stoljeća, a u Hrvatskoj su svoj najznačajniji izraz ostvarile u seljačkoj buni pod vodstvom Matije Gupca 1573. 

### Posljednji ustanci
Seljački ustanci ostaju i tijekom ranoga novog vijeka značajan oblik sukobljavanja seljaštva i zemljovlasnika, ali s pojavom buržoaskih revolucija gube svoju individualnost te se obično javljaju u sklopu širih društvenih pokreta i u kombinaciji s drugim vrstama ustanaka (u Hrvatskoj ustanci krajišnika, građanski ustanci i ratovi u Nizozemskoj i Engleskoj, ustanci u Škotskoj, ustanci kozaka u Poljskoj i Rusiji i sl.). Posljednjim velikim seljačkim ustancima mogu se smatrati vandejski i bretonski ustanci potkraj 18. i početkom 19. stoljeća, koji su izbili kao odgovor na Francusku revoluciju i s njom povezanu centralizaciju Francuske, te ustanci protiv francuske okupacije u Španjolskoj, Tirolu i privremeno zauzetim dijelovima Rusije tijekom napoleonskih ratova.

## Popis seljačkih buna

### Seljačke bune u Hrvata
Popis seljačkih buna čiji dio su bili i Hrvati:
- Pobuna pučana na Hvaru (Hvarska buna) Matija Ivanića od 1510. – 1514.
- Seljačka buna u Ivancu i Beli 1568. – 1569. godine
- Hrvatska i slovenska Velika Seljačka buna iz 1573. godine

- Seljačke bune za Turskog carstva
  - Pobuna seljaka u Bosni 1834.
  - Pobuna seljaka u Bosni 1835. ( suradnja katoličkih i pravoslavnih kmetova! )

- Seljačke bune za Austro-Ugarske
  - Seljačko odmetanje 1874. - Nevesinjski ustanak ( tako je nazvan, iako se je tjedan prije, 03. srpnja prvo pobunilo selo Gabela )
  - Buna u Sjeničaku Lasinjskom 1897.
  - Pobuna seljaka u Irigu 1904.

- Seljačke bune za Kraljevine Jugoslavije
  - Pobuna seljaka u Velikom Grđevcu 05.rujna 1920. zbog žigosanja stoke, koja se proširila na sve dijele sjeverne Hrvatske ( Bjelovar, Varaždin )
  - Pobuna seljaka u Sibinju kod Slavonskog Broda 1935.
  - Pobune seljaka u Andrijevcima, Bošnjacima i Perkovcima
  - Pobune seljaka u Gornjoj Vrbi i Ruščici

- Seljačke bune u krajevima pod fašističkom Italijom
  - Pobuna seljaka na Proštini ( kod Pule ) 1921.

### Seljačke bune u Europi
- Seljačka buna u Flandriji 1323. – 1328.
- Žakerija u sjevernoj Francuskoj 1356. – 1358.
- Tylerova buna iz 1381. u Engleskoj
- Bobâlna u Sedmogradskoj 1437.
- Kentska buna 1450.
- Koruška seljačka buna 1478.
- Buna Jurja Dózse u Sedmogradskoj 1514.
- Slovenska seljačka buna 1515.
- Seljačka buna u Švapskoj 1520. – 1525. ( "Crna družina" i Florian Geyer )
- Bolotnjikovljeva buna u jugoistočnoj i jugozapadnoj i u donjem i srednjem Povolžju u Rusiji 1606.
- Buna Stijenke Razina 1670. u Zavolžju u Rusiji
- Pobuna rumunjskih seljaka 1907. u Moldavskoj i Vlaškoj

### Seljačke bune u svijetu
- Bokserski ustanak u Kini 1900.